# Hemiarius verrucosus
Hemiarius verrucosus är en fiskart som först beskrevs av Ng 2003.  Hemiarius verrucosus ingår i släktet Hemiarius och familjen Ariidae. Inga underarter finns listade i Catalogue of Life.